# Divizia A de handbal feminin 2015-2016
Divizia A de handbal feminin 2015-2016 a fost a 50-a ediție a eșalonului valoric secund al campionatului național de handbal feminin românesc. Competiția a purtat anterior numele Categoria B sau Divizia B, însă a fost redenumită în 1996, când fosta Divizie A a devenit Liga Națională. Întrecerea este organizată anual de Federația Română de Handbal (FRH).
La sfârșitul competiției, două echipe au promovat direct în Liga Națională 2016-2017, iar alte patru au primit dreptul de participare la un baraj de promovare.

## Echipe participante
Precum în fiecare an, cele două serii au fost împărțite pe criterii geografice, cu scopul de a limita deplasările lungi și a reduce astfel costurile.

### Seria A
În seria A au concurat 11 echipe. Acestea au fost:
| - CS Știința Bacău - CSM București II - CSU Știința București - ACS Spartac București - ACS Școala 181 București - CS HM Buzău | - CSU Neptun Constanța - CSU Danubius Galați - HCF Piatra Neamț - HC Activ CSO Plopeni - CSU Târgoviște |

### Seria B
În seria B au concurat 11 echipe. Acestea au fost:
| - ACS Avram Iancu Arad - CSM Bistrița - Național Brașov - CSM Cetate Deva - CS Universitatea Oradea - SCM Pitești | - CS Universitatea Reșița - ACS Sepsi-Sic Sf. Gheorghe - CSM Slatina - SC Mureșul Târgu Mureș - CSU de Vest Timișoara |

## Clasament
|  | Echipe promovate direct în Liga Națională 2016-2017 |
|  | Echipe care au participat la barajul de promovare   |

### Seria A
Clasament valabil pe 23 aprilie 2016, la finalul competiției.
| Poz. | Echipa                     | J  | V  | E | Î  | GM  | GP  | DG    | P   |
| ---- | -------------------------- | -- | -- | - | -- | --- | --- | ----- | --- |
| 1    | CSU Danubius Galați        | 20 | 18 | 2 | 0  | 604 | 372 | + 232 | 56  |
| 2    | CS HM Buzău                | 20 | 17 | 1 | 2  | 623 | 484 | + 139 | 52  |
| 3    | CSU Știința București      | 20 | 15 | 1 | 4  | 604 | 478 | + 126 | 46  |
| 4    | HCF Piatra Neamț           | 20 | 14 | 0 | 6  | 564 | 471 | + 93  | 42  |
| 5    | CSM București II           | 20 | 13 | 1 | 6  | 540 | 481 | + 59  | 40  |
| 6    | HC Activ CSO Plopeni       | 19 | 8  | 0 | 11 | 463 | 489 | – 26  | 24  |
| 7    | CSU Neptun Constanța       | 20 | 6  | 0 | 14 | 498 | 583 | – 85  | 18  |
| 8    | CS Știința Bacău           | 20 | 5  | 2 | 13 | 513 | 580 | – 67  | 17  |
| 9    | ACS Spartac București      | 19 | 3  | 2 | 14 | 420 | 571 | – 151 | 11  |
| 10   | CS Târgoviște              | 20 | 2  | 0 | 18 | 440 | 636 | – 196 | 6   |
| 11   | ACS Școala 181 București1) | 20 | 3  | 1 | 16 | 267 | 391 | – 124 | – 3 |

1) ACS Școala 181 București a fost penalizată de zece ori cu câte un punct pentru nerespectarea cerințelor de vârstă și cu trei puncte pentru neprezentare.

### Seria B
Clasament valabil pe 23 aprilie 2016, la finalul competiției.
| Poz. | Echipa                     | J  | V  | E | Î  | GM  | GP  | DG    | P   |
| ---- | -------------------------- | -- | -- | - | -- | --- | --- | ----- | --- |
| 1    | CSM Bistrița               | 20 | 19 | 1 | 0  | 655 | 355 | + 300 | 58  |
| 2    | CSM Cetate Devatrans Deva  | 20 | 18 | 1 | 1  | 734 | 441 | + 293 | 55  |
| 3    | CSM Slatina                | 20 | 15 | 0 | 5  | 631 | 496 | + 135 | 45  |
| 4    | SCM Pitești                | 20 | 12 | 1 | 7  | 592 | 570 | + 54  | 37  |
| 5    | CS Universitatea Reșița    | 20 | 10 | 1 | 9  | 596 | 536 | + 60  | 31  |
| 6    | CSU de Vest Timișoara      | 20 | 10 | 1 | 9  | 522 | 548 | – 26  | 31  |
| 7    | ACS Sepsi-Sic Sf. Gheorghe | 20 | 6  | 1 | 13 | 544 | 626 | – 82  | 19  |
| 8    | SC Mureșul Târgu Mureș1)   | 20 | 6  | 1 | 13 | 462 | 514 | – 52  | 18  |
| 9    | Național Brașov2)          | 20 | 7  | 0 | 13 | 521 | 611 | – 90  | 18  |
| 10   | CS Universitatea Oradea    | 20 | 3  | 1 | 16 | 491 | 647 | – 156 | 10  |
| 11   | ACS Avram Iancu Arad3)     | 20 | 0  | 0 | 20 | 272 | 676 | – 404 | – 7 |

1) SC Mureșul Târgu Mureș a fost penalizată cu un punct pentru nerespectarea cerințelor de vârstă.
2) Național Brașov a fost penalizată cu trei puncte pentru neprezentare.
3) ACS Avram Iancu Arad a fost penalizată de patru ori cu câte un punct pentru nerespectarea cerințelor de vârstă și cu trei puncte pentru neprezentare.